# Giesenhausen
Giesenhausen là một đô thị thuộc một ‘‘Verbandsgemeinde’’ - ở huyện Westerwald trong bang Rheinland-Pfalz, Đức. Đô thị Giesenhausen có diện tích 4,88 km².
Đô thị này nằm ở Westerwald giữa Limburg và Siegen, bên rìa Kroppach Switzerland. 
Vào năm 1311, Giesenhausen được đề cập lần đầu trong tài liệu.